# Georgie Fame
Georgie Fame (eredeti neve: Clive Powell), Leigh, Lancashire, Nagy-Britannia, 1943. június 26. –); angol zenész, R&B- és jazz-énekes, zenei producer.
Pályája 1959-ben indult. Zenekara, a Georgie Fame and the Blue Flames jó néhány sláger előadója volt. Ezek közül örökzöldnek a Bonnie and Clyde bizonyult.

## Albumok
- Rhythm and Blues at the Flamingo (1964)
- Fame at Last! (1965)
- Sweet Things (1966)
- The Two Faces of Fame (1967)
- The Third Face of Fame (1968)
- Seventh Son (1969)
- Georgie Does His Thing with Strings (1970)
- Fame and Price, Price and Fame: Together! (1971)
- All Me Own Work (1972)
- Georgie Fame (1973)
- Going Home (1974)
- Right Now (1979)
- Closing the Gap (1980)
- In Hoagland (1981)
- No Worries (1988)
- Cool Cat Blues (1989)
- Three Line Whip (1994)
- The Blues and Me (1996)
- Name Droppin': Live at Ronnie Scott's, Vol. 1 (1997)
- Walkin' Wounded: Live at Ronnie Scott's, Vol. 2 (1998)
- Poet in New York (2000)
- Charleston (2007)